# Return of the SP1200
Return of the SP1200 è un album in studio del disc jockey, produttore discografico e rapper statunitense Pete Rock, pubblicato nel 2019.

## Tracce
1. Dreamer – 3:47
2. Harps of Heaven – 2:34
3. Round Midnight – 3:10
4. Hope the World Don't Stop (Before I Get Mines) – 5:31
5. Neo Funk – 4:58
6. Kool Jazz – 2:22
7. Gutta Music – 2:22
8. Death Becomes You – 4:11
9. Live from the Basement (Up, Up and Away) – 2:32
10. Traveling Man – 2:33
11. Street Dreams – 3:11
12. Below O – 5:01
13. A Khalimba Story – 5:05
14. Food 4 Thought – 4:59
15. Take A Knee – 1:46